# シロワニ
シロワニ（白和邇、Carcharias taurusSand tiger shark） は、ネズミザメ目シロワニ科に属するサメ。「ワニ（和邇）」はサメの別称。世界中の暖かい海の沿岸に生息する大型のサメで、全長3.2mに達する。繁殖様式はサメの中でも珍しい卵食・共食い型。
シロワニはミズワニが属すミズワニ科シロワニ属とされたこともあった。
2020年の研究結果からオオワニザメ等が属すオオワニザメ科はオオワニザメ属とシロワニ属で単系統群を形成せず、多系統であることが示され、シロワニはオオワニザメ科からシロワニ属のみで構成されるシロワニ科へ変更された。

## 分布・生息地
全世界の温帯・熱帯の海に生息。東太平洋からは知られていない。日本近海にも生息する。 

## 形態
最大で全長325cm、体重158.8kg。最大全長430cmとするものもあるが、これは未確認の記録であり、信憑性が低い。体型は流線型で、太く重量感がある。背側の体色は褐色から灰色で、腹側は白色。幼魚期の体側には不鮮明な薄色斑が見られることもあるが、成魚では消失する。吻はやや扁平な円錐形。口は大きく、常時半開きになっている。両顎歯はほぼ同形。歯の形状は牙状で、小さな副咬頭を2つ備える。最前歯だけでなく、後ろの数列も立ち上がり、歯がずらりと並んだ外見は恐ろしい印象を与えるかもしれない。2基の背鰭はほぼ同じ大きさ。尾鰭は上葉が長く伸びる。

## 生態
活動は夕方からで昼間は岩陰などでじっとしていることが多い。主な餌生物はサメやエイを含む魚類、甲殻類、頭足類である。
他のサメ同様に浮き袋はないが、シロワニは水面で空気を吸い込み、浮き袋の代わりに胃に空気を溜める。
胎生（狭義の卵胎生）。ネズミザメ目に見られる卵食型に分類されるが、シロワニの場合はその最も特殊化したタイプであり、未受精卵だけでなく同じ子宮内の他の胎仔も捕食する卵食・共食い型である。55mmで孵化し、未受精卵や他の胎仔を食べるようになる。17cmになると機能歯が生え揃い、摂食を行う。サメには子宮が2つあり、それぞれに1尾の胎仔が生き残る。そのため産仔数は最大で2尾。妊娠期間は9-12ヶ月、産まれてくる子どもの大きさは約1mである。貯精能力もあり、交尾から時間がたった時点で受精することができるため、水族館などでの飼育員による観察では出産時期の予測が難しい。

## 人との関わり
世界中の海に生息しているが、一部の地域では数が減少している。オーストラリア東海岸、大西洋南東部の個体群は絶滅の危機に瀕しており、国際自然保護連合（IUCN）の評価ではCRITICALLY ENDANGERED（CR）とされている。
性格は見かけによらず大人しく人を襲うことはないとされ、温厚な性格であることから、この鮫を「巨大な子犬」と呼んだ学者もいる。インターナショナル・シャーク・アタック・ファイルにおいては36件の攻撃例のみが報告されている。

## 飼育
水族館における飼育は比較的容易で、アメリカ合衆国では1970年代から飼育を試みる水族館が存在した。現在同国ではジョージア水族館のサメ展示水槽等にて飼育されている。
日本においては1995年にオーストラリア産個体をマリンワールド海の中道が飼育展示を開始、その後いくつかの水族館が南アフリカ共和国から輸入して水族館飼育種として広まった。
2021年時点で、マリンワールド海の中道、京急油壺マリンパーク、アクアワールド大洗、東海大学海洋科学博物館、横浜八景島シーパラダイス、しながわ水族館、登別マリンパークニクス、鳥羽水族館、神戸須磨シーワールド、すみだ水族館にて飼育展示されている。
このうち、すみだ水族館で飼育されている個体は小笠原諸島海域で捕獲された個体である。
飼育展示に比べ繁殖は非常に難しく、過去にシロワニの繁殖に成功した水族館はオーストラリアのアンダーウォーターワールドシーライフムールーラボ、マンリーシーライフサンクチュアリー、南アフリカ共和国のシーワールド、ウシャカマリンワールド、クウェートのクウェートサイエンティフィックセンター、日本のアクアワールド大洗の6館のみ。
アクアワールド大洗は、2025年3月15日に世界初となる3期連続の出産に成功した。2010年から水温調整により疑似的に四季を、2015年からは照明の操作で昼夜の変化をそれぞれ再現したことが好影響を与えた。
また日本国内の水族館では、繁殖に向けた取り組みとしてマリンワールド海の中道、アクアワールド大洗、東海大学海洋科学博物館、横浜八景島シーパラダイス、しながわ水族館のシロワニ飼育を行う水族館5館が積極的な飼育情報共有を目指したシロワニ繁殖協議会が2015年に設立された。2019年に登別マリンパークニクスが加盟して6館で情報共有や小笠原諸島での野生個体写真識別調査を行っている。